# Carl Gottlob Beck
Carl Gottlob Beck (* 20. April 1733 in Johanngeorgenstadt; † 20. Dezember 1802 in Nördlingen) war kursächsischer Buchdrucker, Buchhändler und Gründer des Verlages C. H. Beck.
Carl Gottlob Beck war das vierte Kind des Berg-, Huf- und Waffenschmiedemeisters Johann Gottfried Beck und dessen Ehefrau Esther Rosina Beck, geborene Voigtländer. Er wuchs mit seinen drei Brüdern und einer Schwester in der Bergschmiede in Johanngeorgenstadt auf, doch bereits 1741 starb seine Mutter und der Vater musste seine vier unmündigen Kinder mehrere Jahre allein erziehen.
Im Jahr 1746 heiratete der Vater zum zweiten Mal, und zwar die Witwe des Bergbotens Dörffel. Sein neuer Schwager war regierender Bürgermeister, der vermutlich die Ausbildung der Kinder der Bergschmiedfamilie finanziell förderte.
Carl Gottlob Beck begann eine Lehre zum Goldschmied, entdeckte jedoch schon bald sein Interesse an Büchern. Er verließ das Erzgebirge und erlernte in der Lutherstadt Wittenberg die Buchdruckerkunst. Durch Studienreisen nach Schlesien, Berlin und in die Messestadt Leipzig bildete er sich weiter.
Aufgrund der Unruhen des Siebenjährigen Krieges verließ er Kursachsen und ließ sich in Regensburg nieder, wo sein Bruder Carl Gotthelf als Kaufmann tätig und zu Vermögen und Ansehen gelangt war. Im Jahre 1763 übernahm Carl Gottlob Beck die Buchdruckerei von Georg Gottfried Mundbach in Nördlingen, wo er sich dauerhaft niederließ. Im darauffolgenden Jahr gründete er zusätzlich noch ein Zeitungsunternehmen. Es gelang ihm durch die Veröffentlichung von angesehenen Werken auf den Gebieten der Religion und Erziehung, der Medizin sowie der Kunst-, Zeit- und Rechtsgeschichte das geistige Leben Nördlingens zu stimulieren und weit über die Grenzen der Freien Reichsstadt hinaus zu wirken.
Am 19. Februar 1765 heiratete er Johanna Luise Heydenreich, mit der er 15 Kinder zeugte, darunter Carl Heinrich Beck (1767–1834), der die Firma des Vaters nach dessen Tod 1802 weiterführte und 1815 von der Mutter übernahm. Von Carl Heinrich Beck stammt der noch heute gültige Name des Verlages C. H. Beck, der seit dem Jahre 1889 seinen Sitz in München hat.